# 임마누엘 칼리지 (케임브리지 대학교)

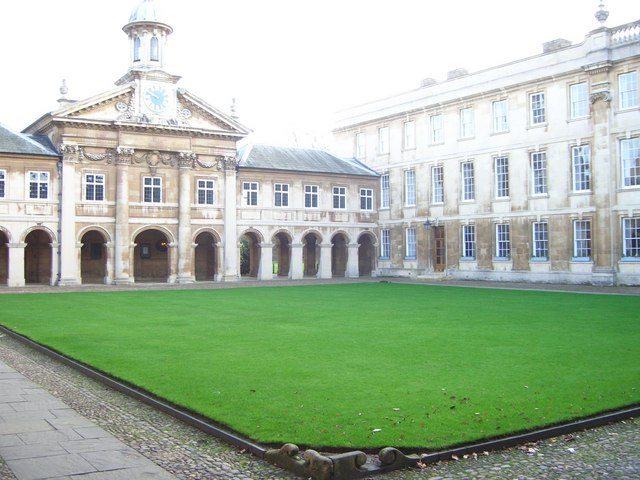
임마누엘 칼리지

임마누엘 칼리지(Emmanuel College)는 케임브리지 대학교 안에 있는 부속 대학교이다. 1584년에 월터 밀드메이 경에 의해 설립되었다. 밀드메이는 청교도인이었으며, 설립목적은 청교도적 설교자를 양성하기 위함이었다.
졸업생으로는 토머스 왓슨 (청교도) 등이 있다. 3명의 노벨상 수상자가 있다.